# Banderas, Veracruz
Banderas är en ort i Mexiko.   Den ligger i kommunen Tuxpan och delstaten Veracruz, i den sydöstra delen av landet, 250 km nordost om huvudstaden Mexico City. Banderas ligger 26 meter över havet och antalet invånare är 1 312.
Terrängen runt Banderas är platt. Runt Banderas är det ganska tätbefolkat, med 160 invånare per kvadratkilometer. Närmaste större samhälle är Tuxpan de Rodríguez Cano, 4,0 km söder om Banderas. Trakten runt Banderas består till största delen av jordbruksmark.